# フジテレビ土曜夜10時枠時代劇
フジテレビ土曜夜10時枠時代劇は、1968年4月から1974年9月までフジテレビ系列で土曜22:30 - 23:25(JST)に設けられていた時代劇専門放送枠である。1968年4月から1971年9月までの放送作品は関西テレビ、1971年10月から1974年9月までの放送作品はフジテレビが制作局となった。

## 概要
1968年4月開始の『大奥』をはじめ、関西テレビ制作時代はオムニバス形式の作品や群像劇が制作され、フジテレビ時代は中村敦夫主演の『木枯し紋次郎』シリーズが大ヒットし、同作は間に別作品を放送しながら全3作が制作された。
『木枯し紋次郎』シリーズ終了以降は、当時TBS系列で放送されていた『必殺シリーズ』（朝日放送制作。放送時間は22:00 - 22:56）との競合もあり、1974年の『大盗賊』で6年半の放送を終了した。フジテレビの時代劇枠は木曜20:00に移動し、1974年10月から『座頭市物語』が放送されたが、半年で終了した。

## 作品リスト

### 関西テレビ制作
- 大奥（1968年4月6日 - 1969年3月29日）※23:30まで。
- あゝ忠臣蔵（1969年4月5日 - 12月27日）※同上。
- 大坂城の女（1970年1月3日 - 9月26日）※23:25まで。
- 徳川おんな絵巻（1970年10月3日 - 1971年9月25日）※同上。

### フジテレビ制作
- 浮世絵 女ねずみ小僧（第1シリーズ）（1971年10月2日 - 12月25日）※同上。
- 木枯し紋次郎（1972年1月1日 - 2月26日）※同上。
- 笹沢左保 股旅シリーズ（1972年3月4日 - 3月25日）※同上。中村敦夫の怪我によるつなぎ番組。
- 木枯し紋次郎（1972年4月1日 - 5月27日）※同上。
- 浮世絵・女ねずみ小僧（第2シリーズ）（1972年6月3日 - 11月11日）※同上。
- 木枯し紋次郎（1972年11月18日 - 1973年3月31日）※同上。
- 木曽街道いそぎ旅（1973年4月7日 - 7月28日）※同上。
- 戦国ロック はぐれ牙（1973年8月4日 - 9月29日）※同上。
- 無宿侍（1973年10月6日 - 12月29日）※同上。
- 浮世絵・女ねずみ小僧（第3シリーズ）（1974年1月5日 - 3月30日）※同上。
- 八州犯科帳（1974年4月6日 - 6月29日）
- 大盗賊（1974年7月6日 - 9月28日）